# Фёдоров, Николай Ильич (писатель)
Николай Ильич Фёдоров (1790—1825) — писатель, переводчик, государственный служащий.

## Биография
Родился в 1790 году в Уфе. Сначала учился дома, а в 1811 году поступил в Казанский университет. Изначально был направлен в Оренбургскую губернию, но в начале 1812 года приехал в Петербург, где устроился в экспедицию государственных доходов, которую потом переформатировали в департамент государственного казначейства.
Перевёл несколько произведений Горация (опубликованы в 1812 году в Санкт-Петербургском вестнике), писал критические статьи и басни. Поддерживал дружеские отношения с поэтом Михаилом Милоновым. Был членом Санкт-Петербургского вольного общества любителей словесности, наук и художеств, а также Казанского общества любителей отечественной словесности.
В 1815 году стал столоначальником в департаменте министерства юстиции.
В 1818 году назначен генпрокурором в Симбирской губернии, а в 1922 году по желанию и приглашению начальства снова переведён в Петербург экспедитором в департамент министерства юстиции. В следующем году стал начальником департамента государственного имущества. Кроме этой должности, в 1824 году определён юрисконсультом в правлении государственного ссудного банка.
Скончался 7 марта 1825 года от чахотки.